# Casa Adroher (Girona)
La Casa Adroher és un edifici del municipi de Girona que forma part de l'Inventari del Patrimoni Arquitectònic de Catalunya.

## Descripció
És un edifici de planta rectangular i façana planera pel carrer Santa Llúcia i emmotllant-se al carrer posterior a la façana del darrere. De planta baixa i dos pisos i de teulat a quatre vents, amb el carener paral·lel a façana, sobresortint uns badius centrats amb teulat. Composició simètrica respecta un cos central de porta de llinda planera amb òcul el·líptic al damunt, i balcó de llinda planera a la planta i conjunt de quatre arcs de punt rodó al segon pis. Aquest cos central està flanquejada per balcons individuals de llinda planera a la planta i conjunt de quatre arcs de punt rodó a la segona planta. Al costat dret hi ha un jardí elevat a nivell de planta, amb galeria d'arcs de punt rodó arrebossat al fons i d'obra vista amb escala exterior.

## Història
Segons la data de la llinda de la porta d'accés, la construcció és de 1802. Aquest ha estat restaurat per l'actual propietari, Josep Mª. Adroher. Pertanyia a la família Llac dels Àngels (documentada la genealogia fins al s. XII).